# Observatoire Skalnaté pleso
L'observatoire Skalnaté pleso est un observatoire solaire en Slovaquie basé au pied de la montagne Lomnický štít au bord du lac de Skalnaté pleso sur le territoire de la ville de Vysoké Tatry  (Tatranská Lomnica). Il porte le code IAU 056. La construction de l'observatoire a commencé en 1941 pour être inauguré en 1943.